# Желехув (гмина)
Желехув (пол. Żelechów) — гмина (уезд) в Польше, административно входящая в состав Гарволинского повета Мазовецкого воеводства. Население гмины на 2024 год составляло 7756 человек.

## История
Сельская гмина Желехув была основана в феврале 1864 года в соответствии с указом российского императора Александра II, предусматривавшего введение в Царстве Польском административно-территориального деления на городские и сельские гмины. На момент 1895 года в состав гмины помимо одноимённого города, являющегося её административным центром, также входили такие населённые пункты как: Анелев, Владиславув, Гонивильк, Гонсиоры, Желехувская Воля, Желехувская Хута, Закшувек, Засядалы, Кемблув, Котлувка, Острожень, Пшимесьце, Сокольники, Францдорф и Юзефув, жители которых имели общую на всю гмину сберегательную кассу и две школы.

## Население
|        | 1895 | 2005 | 2024 |
| ------ | ---- | ---- | ---- |
| Всего  | 4533 | 8503 | 7756 |
| Женщин |      | 4248 | 3899 |
| Мужчин |      | 4255 | 3857 |

## Соседние гмины
1. Гмина Гужно
2. Гмина Клочев
3. Гмина Мясткув-Косцельны
4. Гмина Соболев
5. Гмина Троянув
6. Гмина Воля-Мысловска